# Калиновка (Байкаловський район)
Кали́новка (рос. Калиновка) — присілок у складі Байкаловського району Свердловської області. Входить до складу Байкаловського сільського поселення.
Населення — 102 особи (2010, 124 у 2002).
Національний склад населення станом на 2002 рік: росіяни — 84 %.